# توماس تيت
توماس تيت (بالإنجليزية: Thomas Tate)‏ (19 ديسمبر 1965 بديترويت في الولايات المتحدة - ) هو ملاكم أمريكي.

## وصلات خارجية
- توماس تيت على موقع بوكس ريك (الإنجليزية) (registration required)